# Kochel am See
Kochel am See település Németországban, azon belül Bajorországban. Lakosainak száma 4145 fő (2023. december 31.). Kochel am See Jachenau és Benediktbeuern községekkel határos.

## Népesség
A település népessége az elmúlt években az alábbi módon változott:
| Lakosok száma | 682  | 4302 | 4075 | 3604 | 3954 | 3998 | 4106 | 4112 | 4131 | 4145 |
|               | 1875 | 1950 | 1975 | 1987 | 2012 | 2014 | 2016 | 2017 | 2021 | 2023 |

## Fekvése
A Kochel-tó keleti partján fekvő település.

## Közlekedés

### Vasút
A település a Tutzing–Kochel-vasútvonal mentén fekszik, közvetlen vasúti kapcsolattal München felé.

## Története

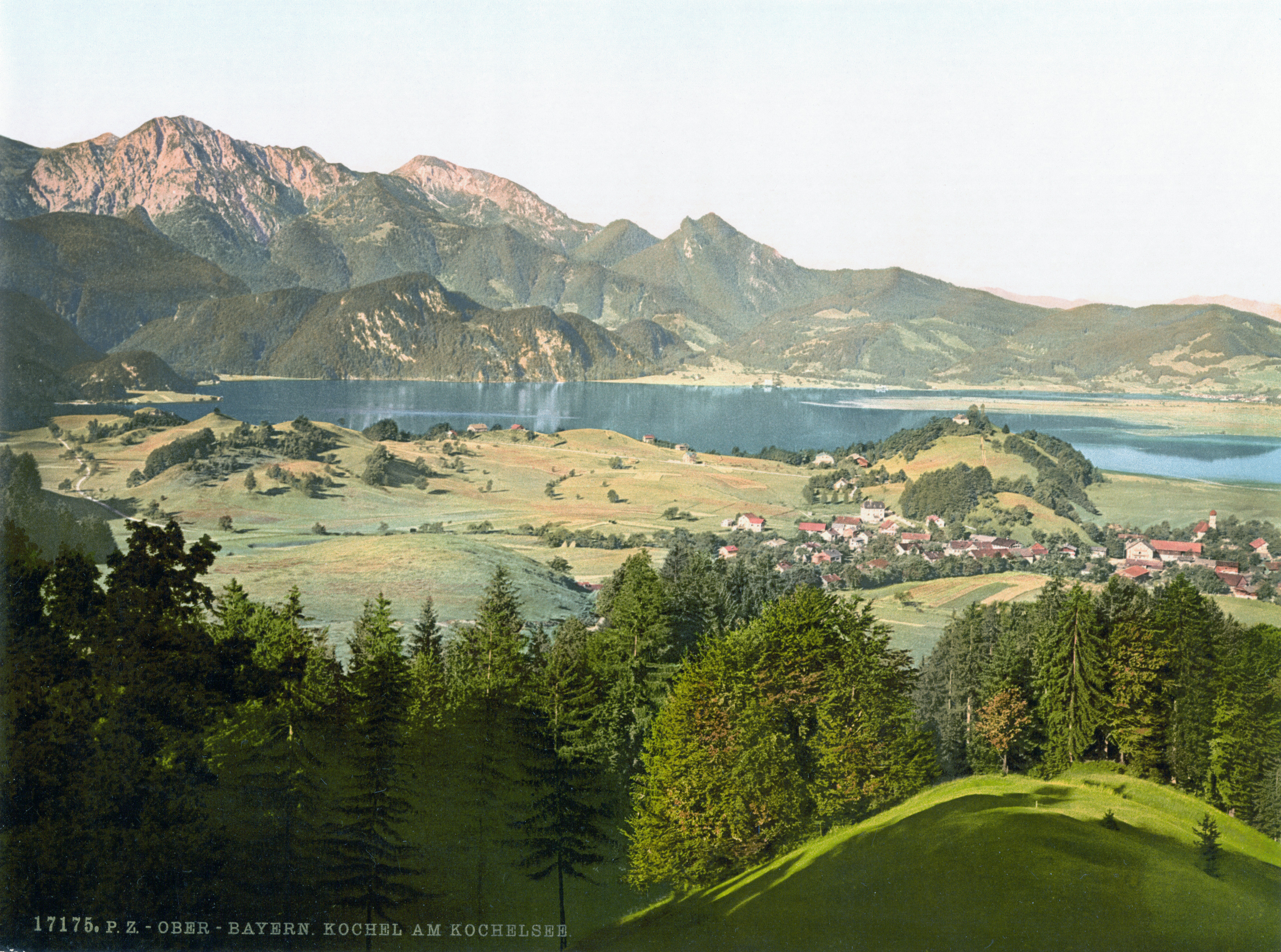
Kochel am See látképe

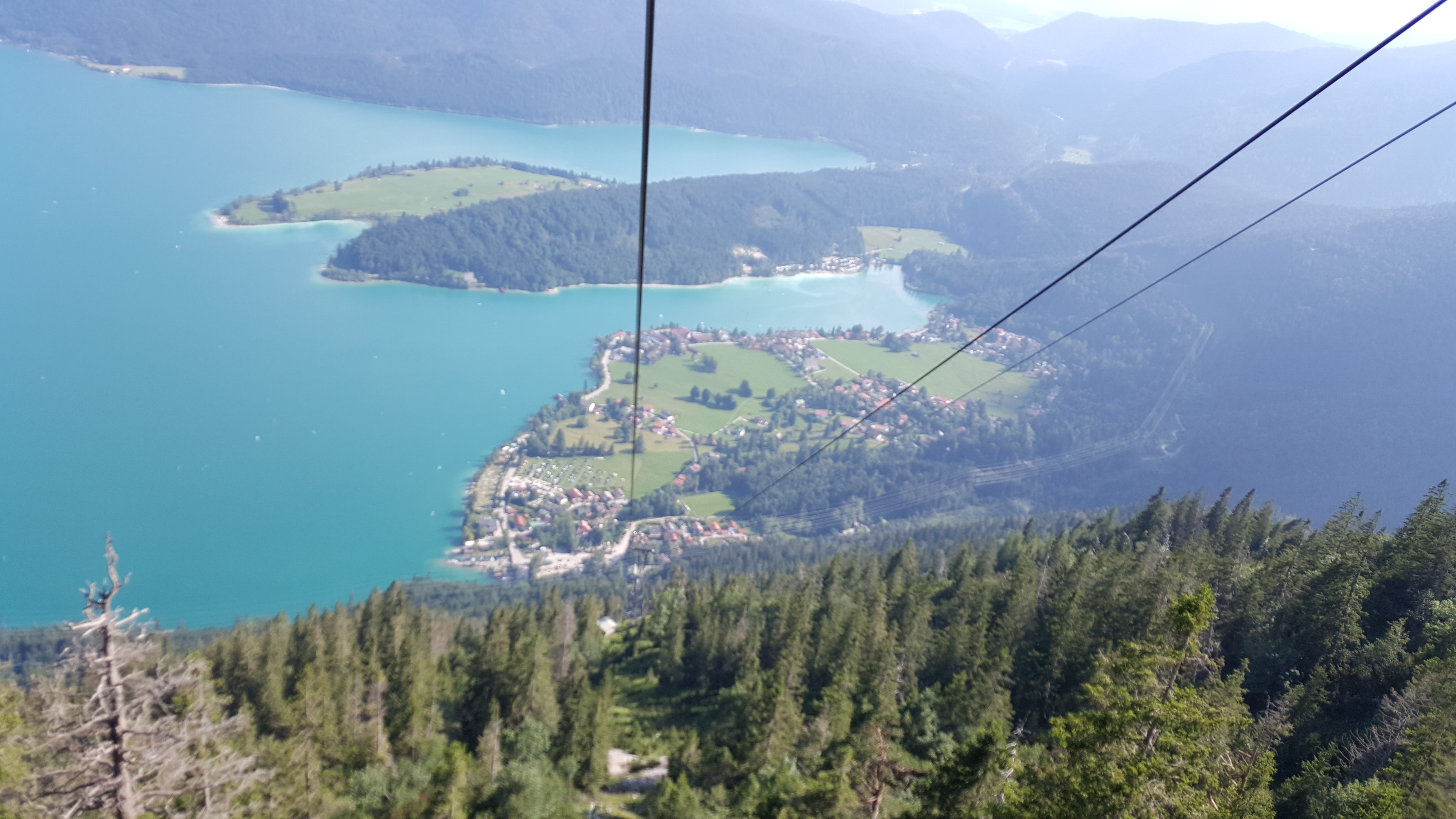

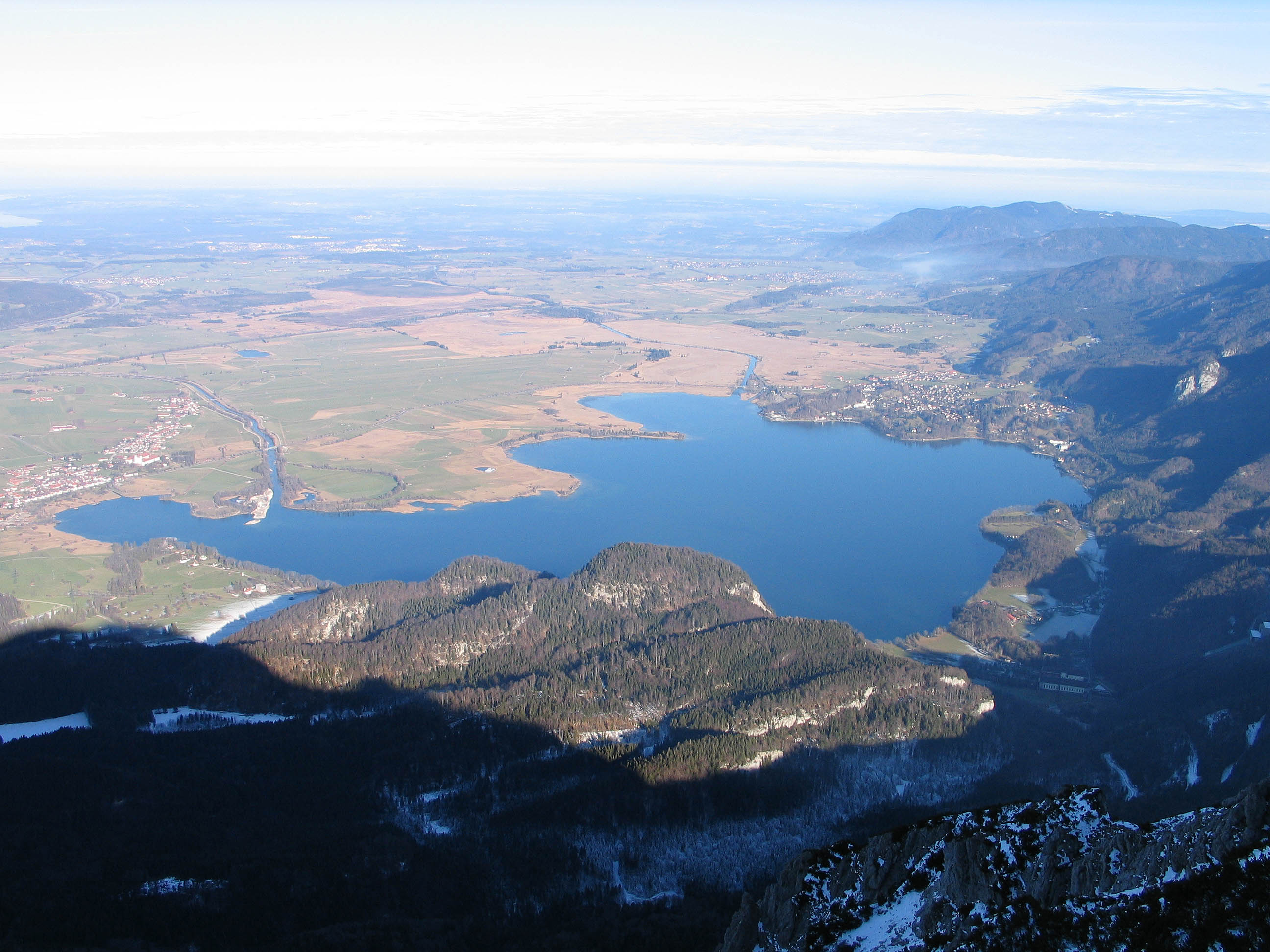
A környék látképe légifelvételről

A település eredetére 740-ig van bizonyítható adat: itt apácazárda létrejöttéről tudósítanak a korai oklevelek. A kolostort azonban kétszáz évvel később a portyázó magyarok elpusztították.
Nagyjából a régi kolostor helyén épült fel az 1690-es években a mai plébániatemplom (Pfarrkirche St. Michael), egy késő gótikus kápolna körül. Az egykori kápolna ma a templom szentélye.
A Kochel-tó partján fekvő település csak az utóbbi időkben fejlődött üdülőhellyé. 1872-ben avatták fel a Trimini üdülőközpont (Erholungszentrum Trimini) nevű, építészeti szempontból a tájba illő szabadidő kombinátot: többek között termálfürdő, fedett uszoda, gyógyfürdő-részleg, korcsolyapálya, különböző célokra megfelelő és átalakítható sportcsarnok található itt.

## Nevezetességek
- Trimini üdülőközpont
- St. Michel plébániatemplom - Déli falán a Tóbiás menyegzője című, 1600 tájáról való táblakép. 1690-ben készült, gazdafgon díszített keresztelőmedence, rokokó főoltár, kora klasszicista szószék.
- A kocheli kovács emlékműve - a falu közepén található. Története: 1705-ben Bajorország történetében szerepet játszott egy kocheli kovács vezette, kaszával, cséphadaróval felfegyverkezett parasztsereg, amely a bajor fővárost megszállva tartó osztrák császári csapatok ellen vonult, hogy Münchent felszabadítsa, de csak a mai elővárosig, az akkoriban még önálló Sendling falucska határáig jutott el, ahol az utolsó szálig lemészárolták őket.

## Galéria

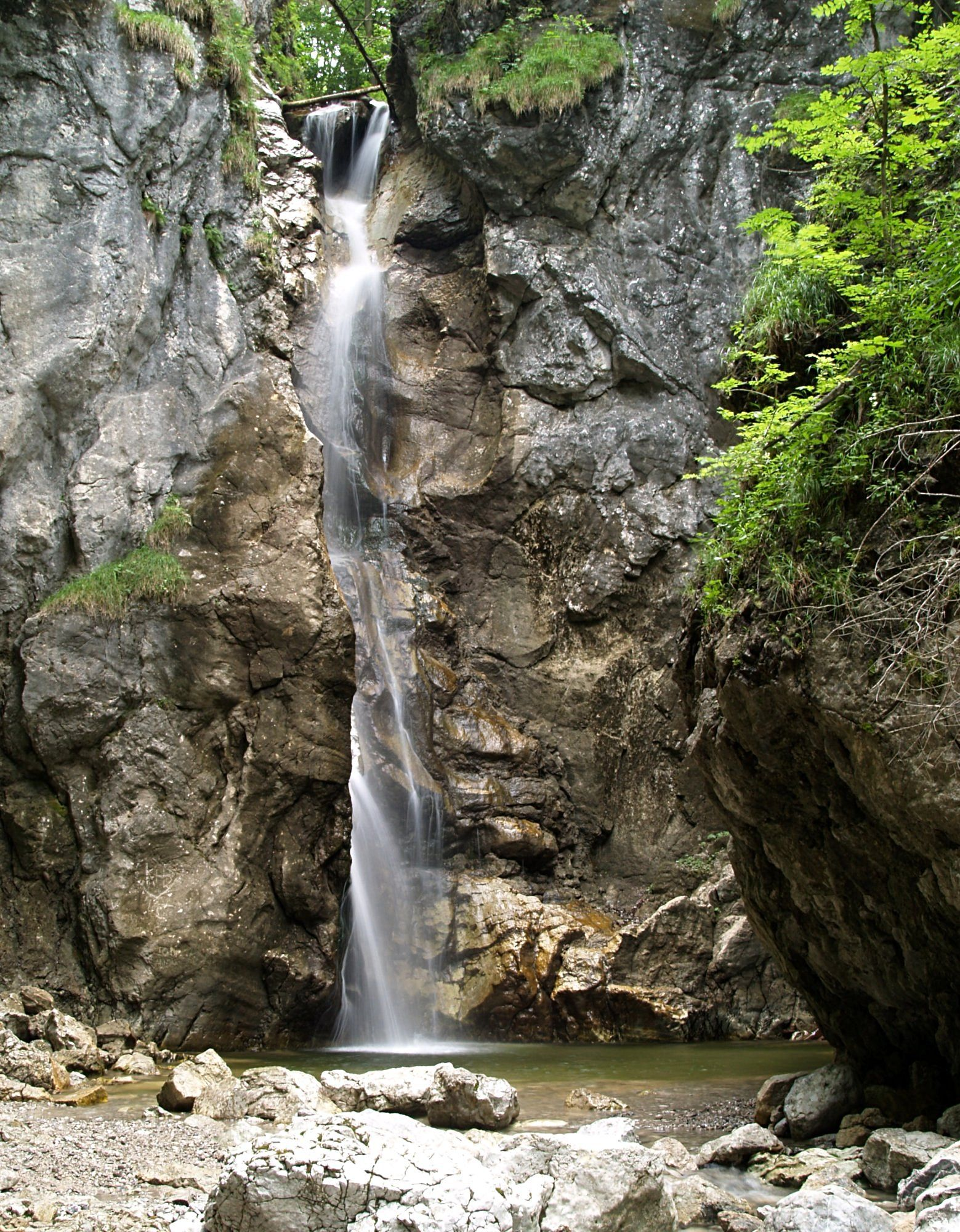
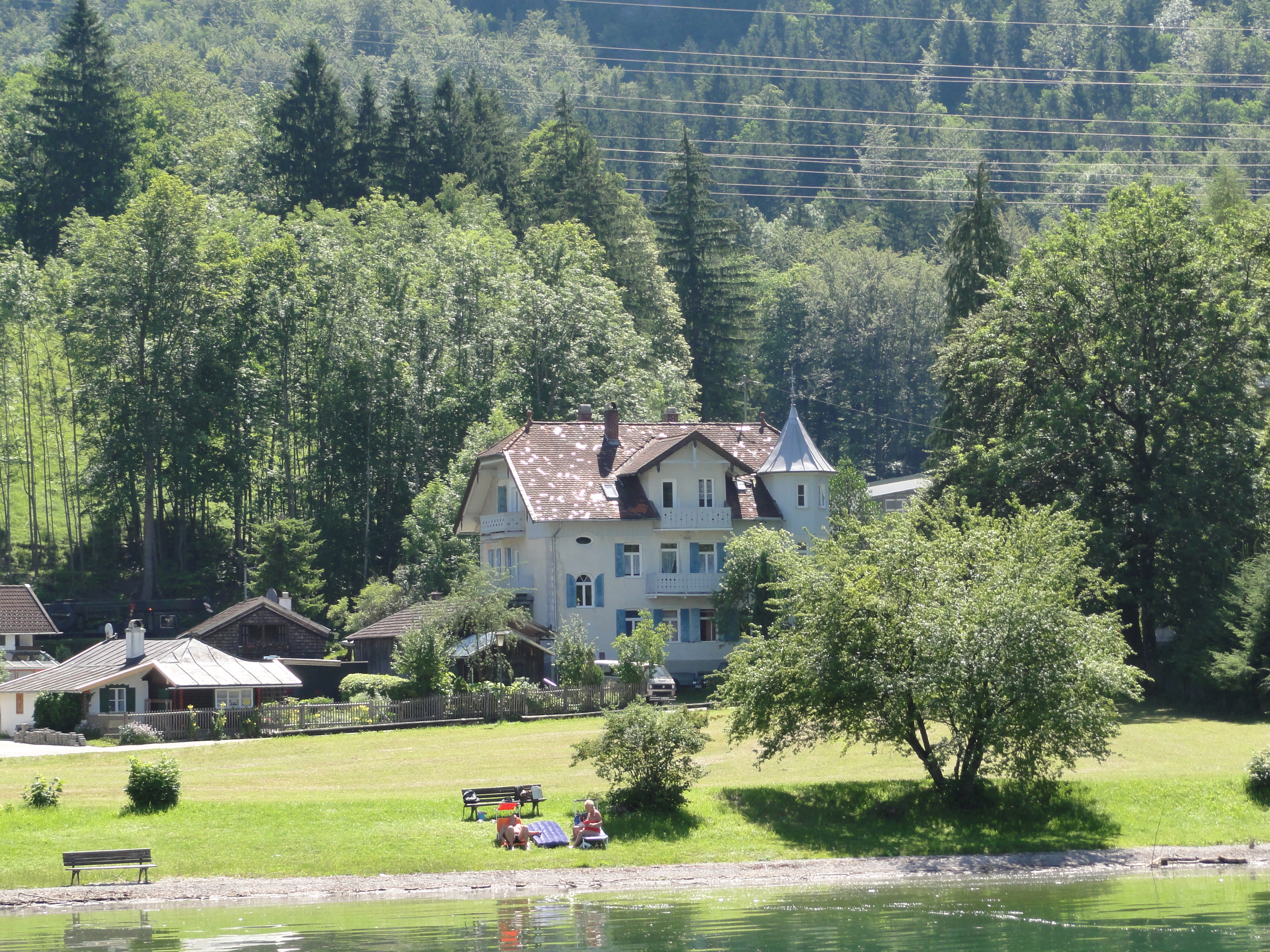
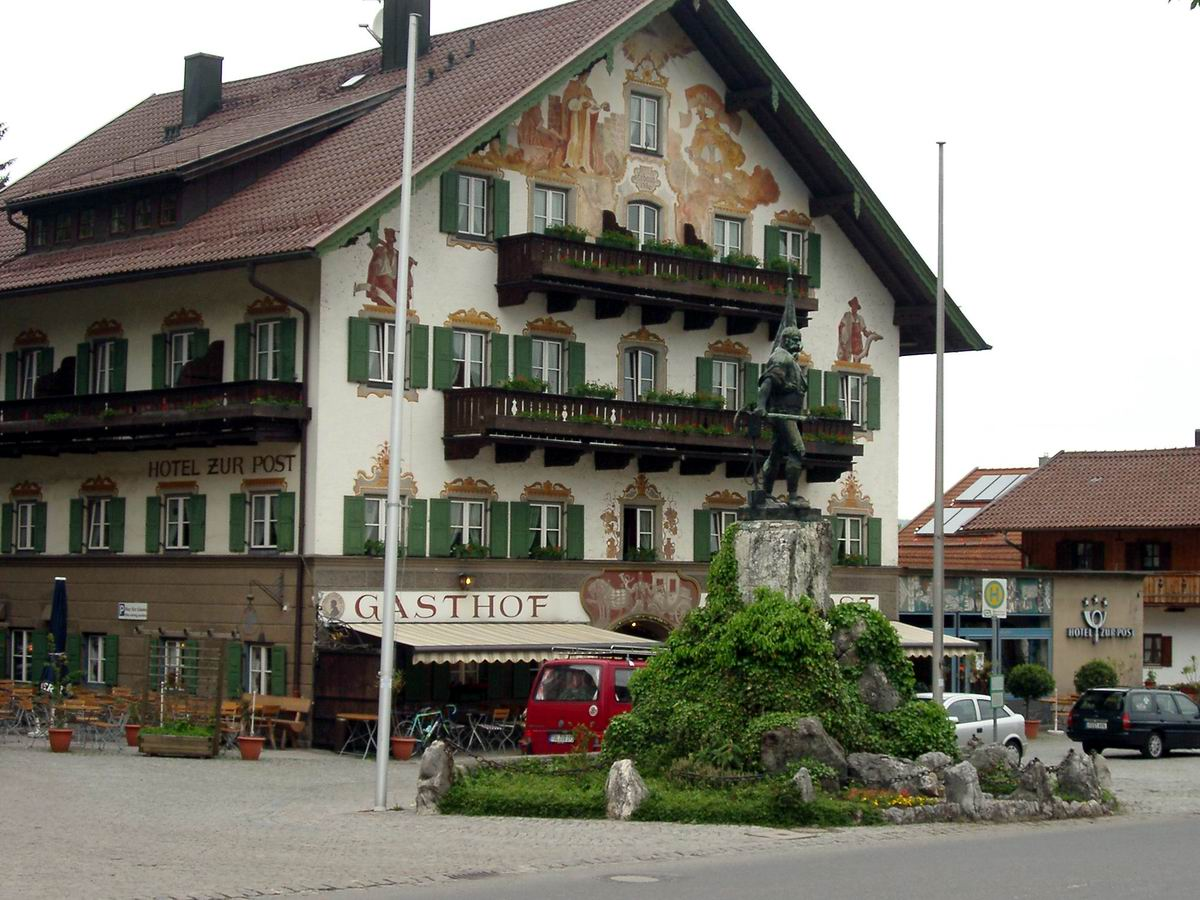
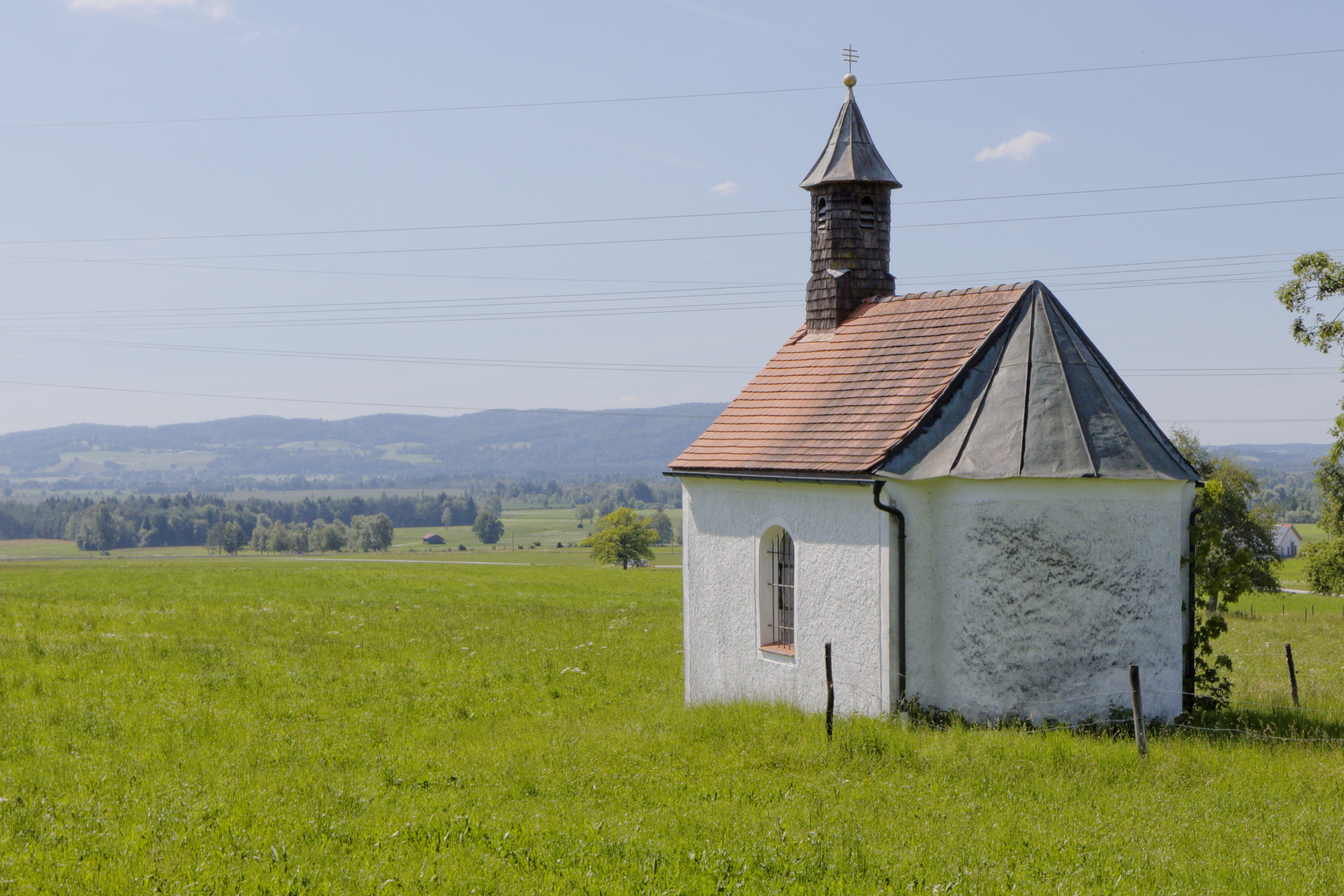
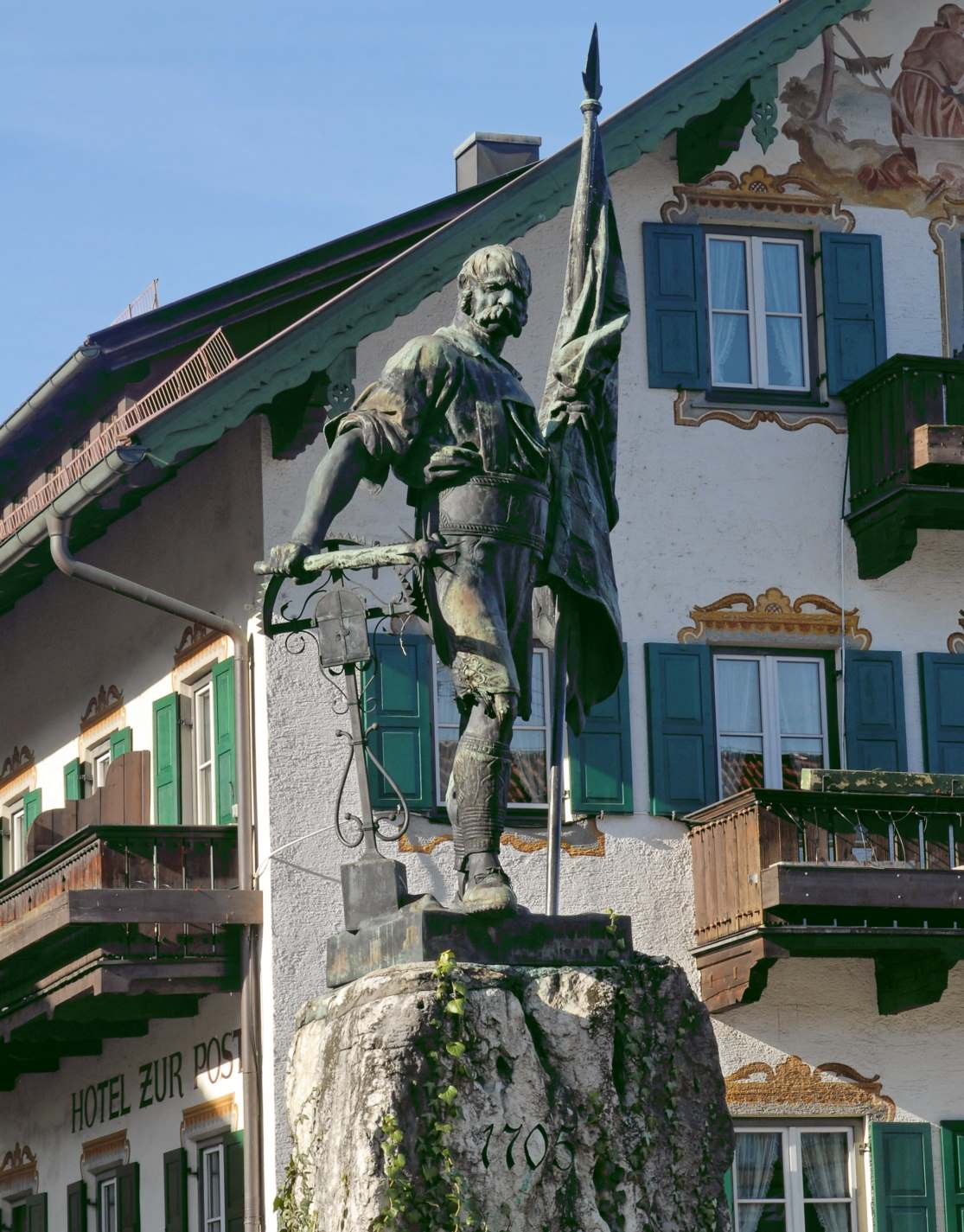
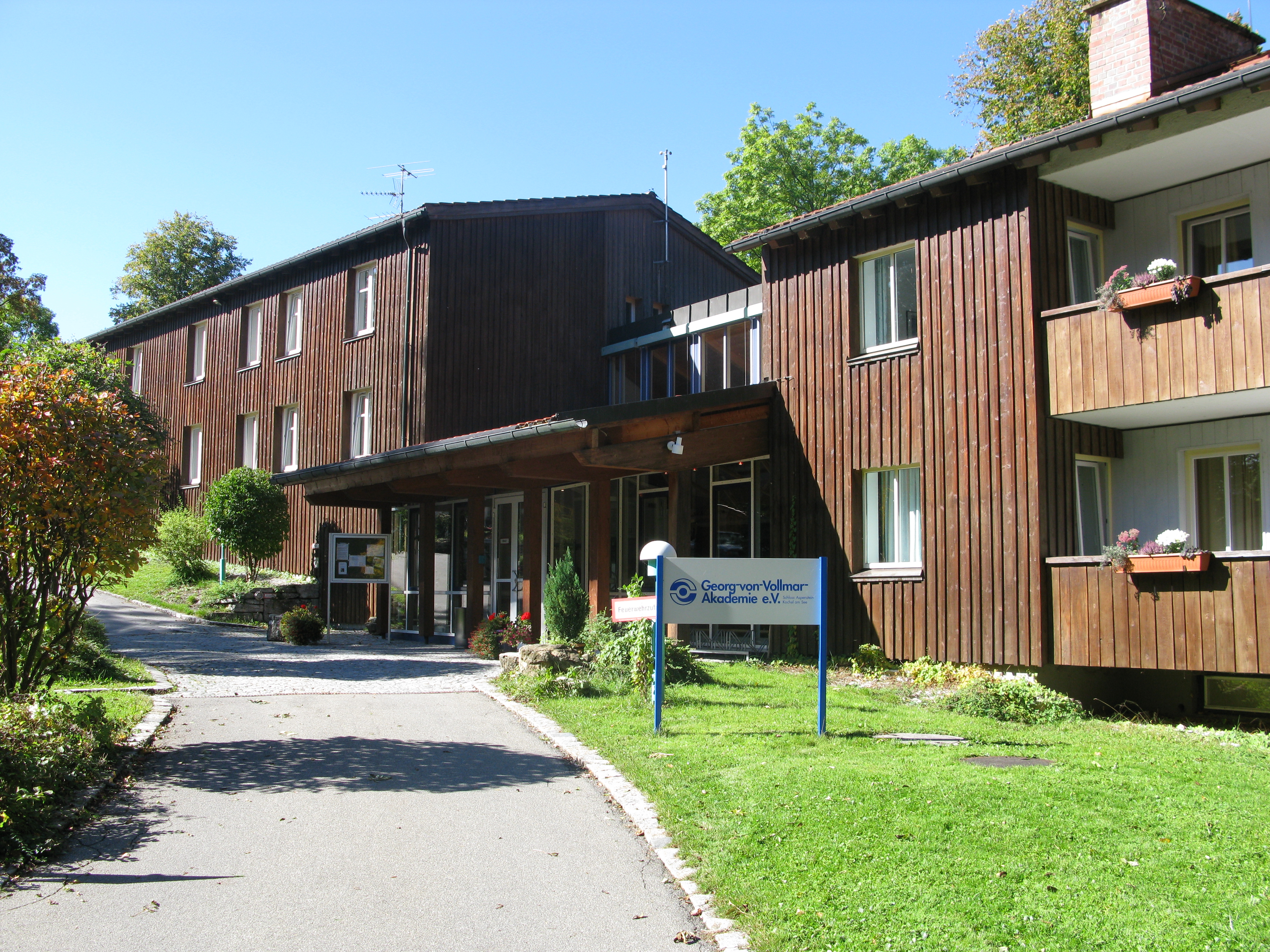
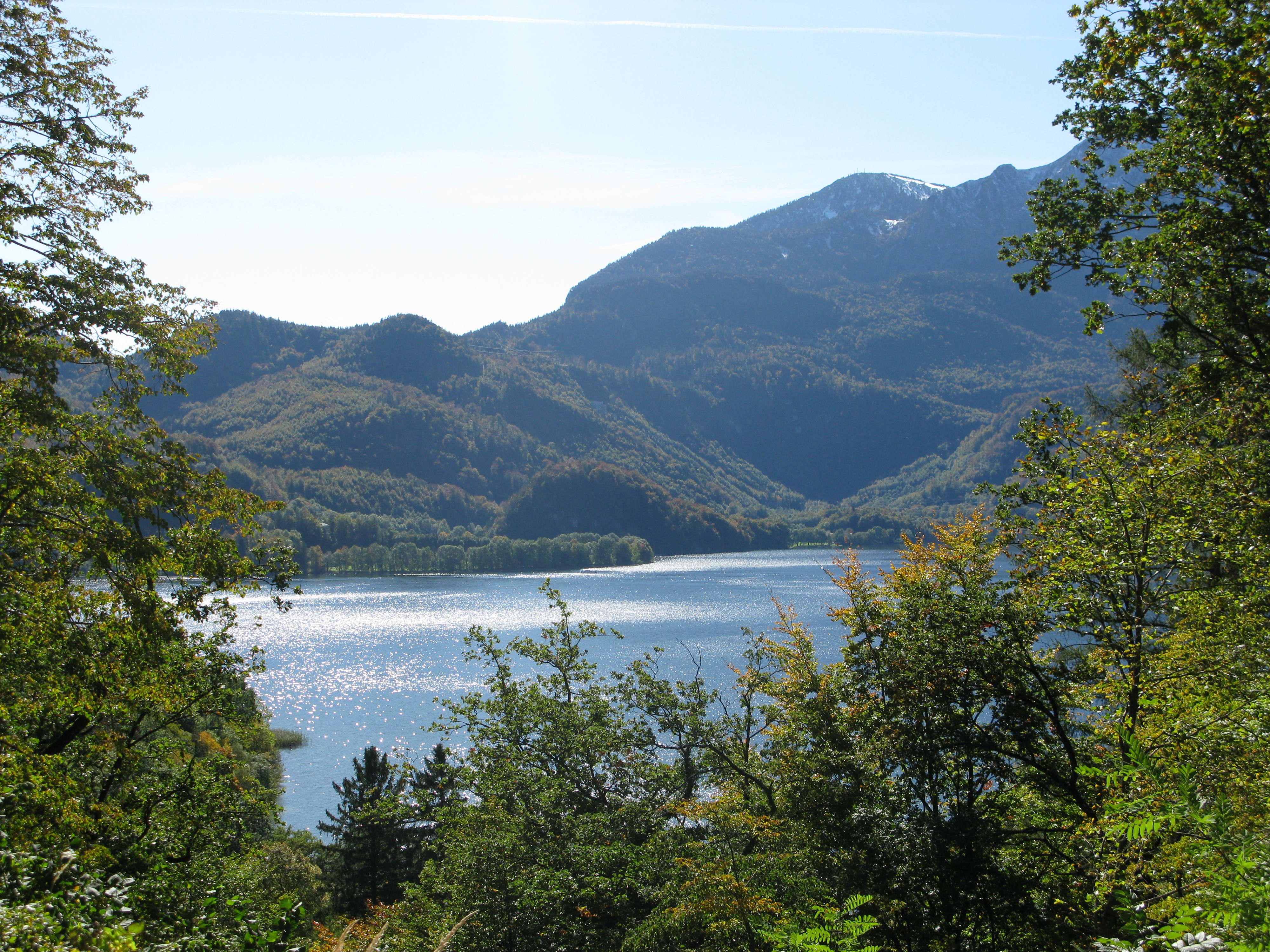
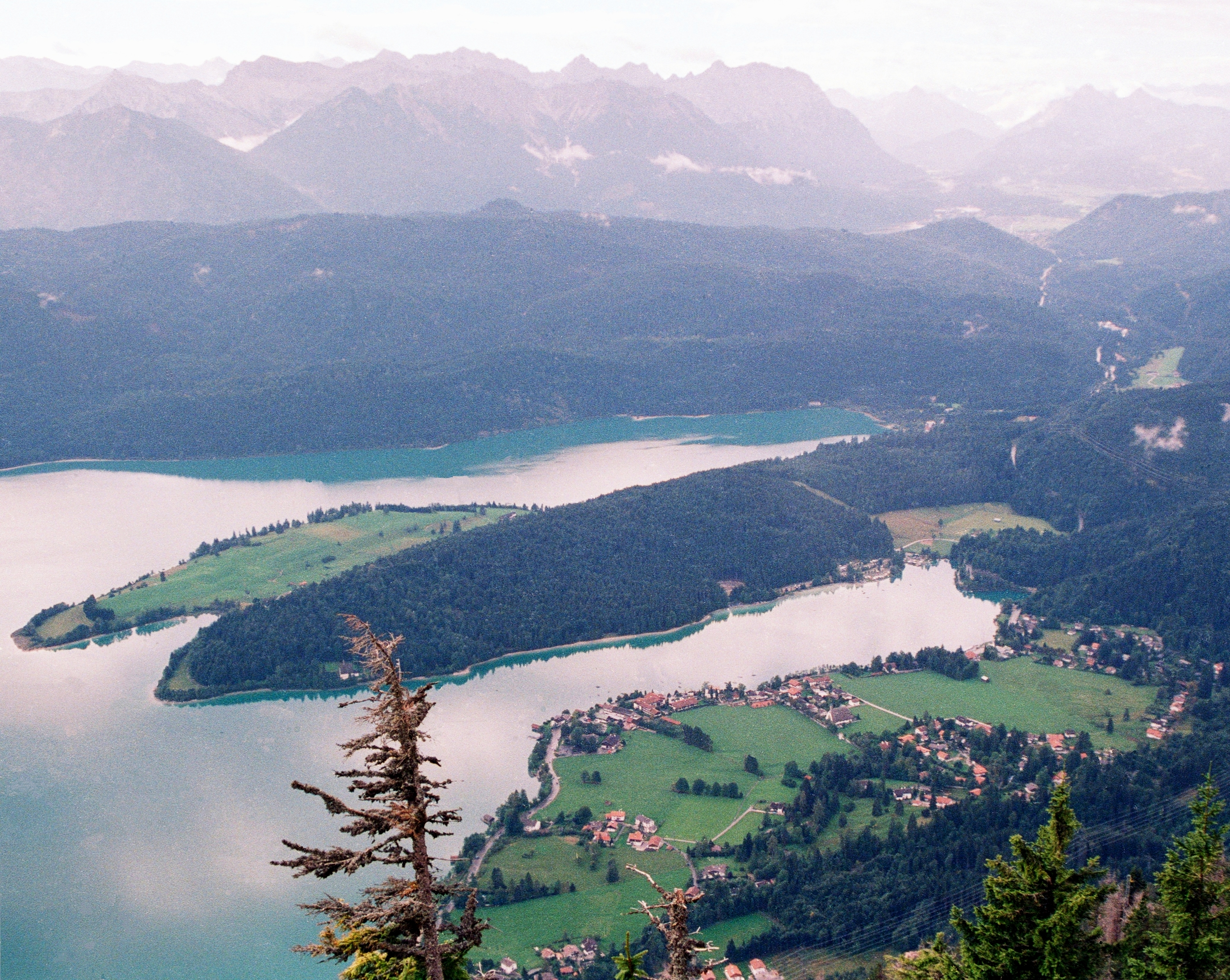
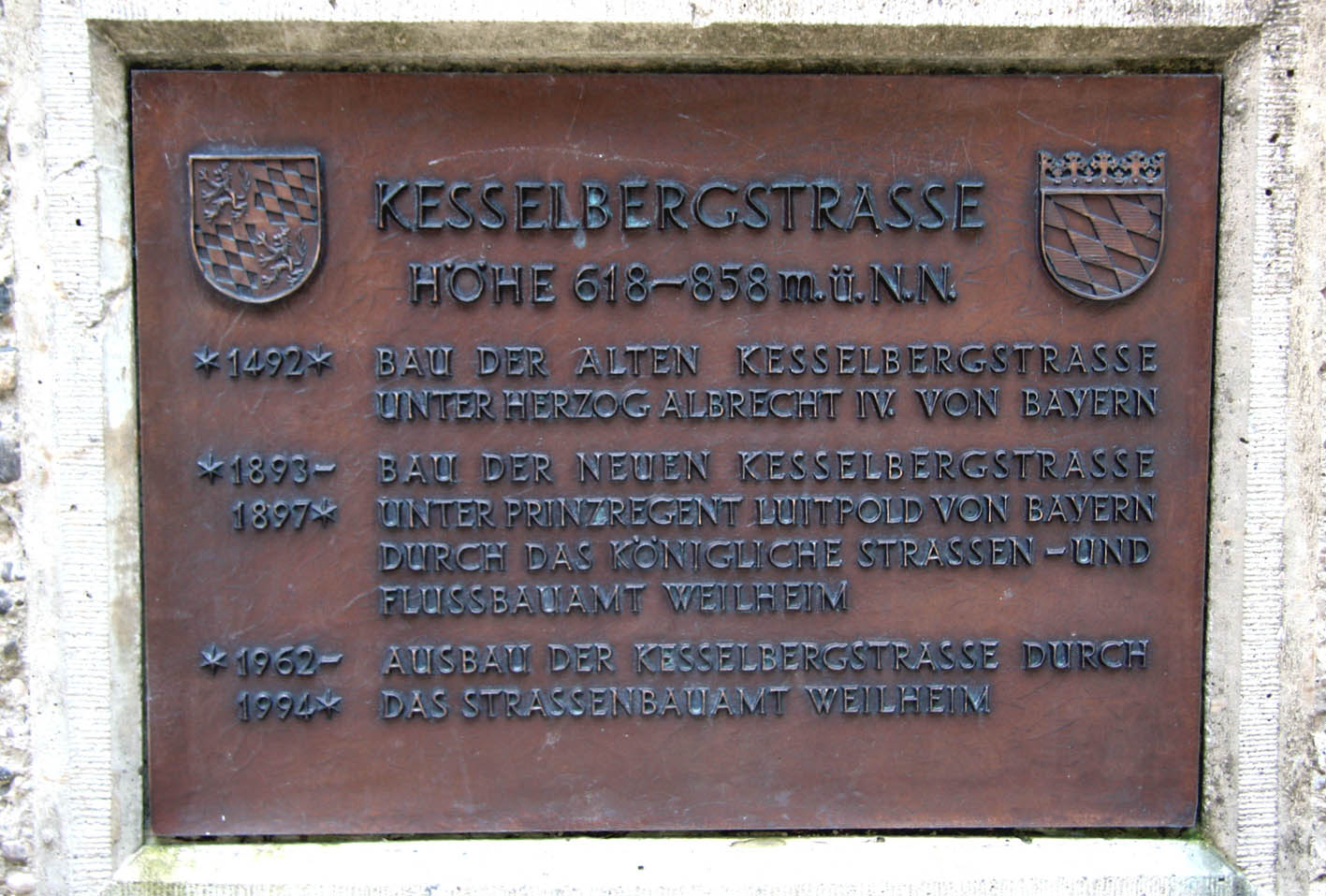